# Луций Аний Рав
Луций Аний Рав (на латински: Lucius Annius Ravus) e политик и сенатор на Римската империя през 2 век.
Произлиза от фамилията Ании. През 186 г. Аний Рав е суфектконсул заедно с Луций Новий Руф.